# Гурна-Дуат, Люка
Люка́ Гурна́-Дуа́т (фр. Lucas Gourna-Douath; родился 5 августа 2003, Вильнёв-Сен-Жорж) — французский футболист, полузащитник австрийского клуба «Ред Булл Зальцбург», выступающий на правах аренды за итальянскую «Рому».

## Клубная карьера
В июне 2020 года подписал свой первый профессиональный контракт с «Сент-Этьеном».
12 сентября 2020 года дебютировал в основном составе «Сент-Этьена» в матче французской Лиги 1 против «Страсбура», выйдя на замену Адилю Аушишу.
13 июля 2022 года перешёл в австрийский клуб «Ред Булл Зальцбург», подписав с ним пятилетний контракт. Сумма трансфера составила 15 млн евро, что стало рекордным трансфером в истории австрийского футбола.

## Карьера в сборной
Выступал за сборные Франции до 16, до 17, до 19, до 20 лет и до 21 года.